# Fowlerichthys

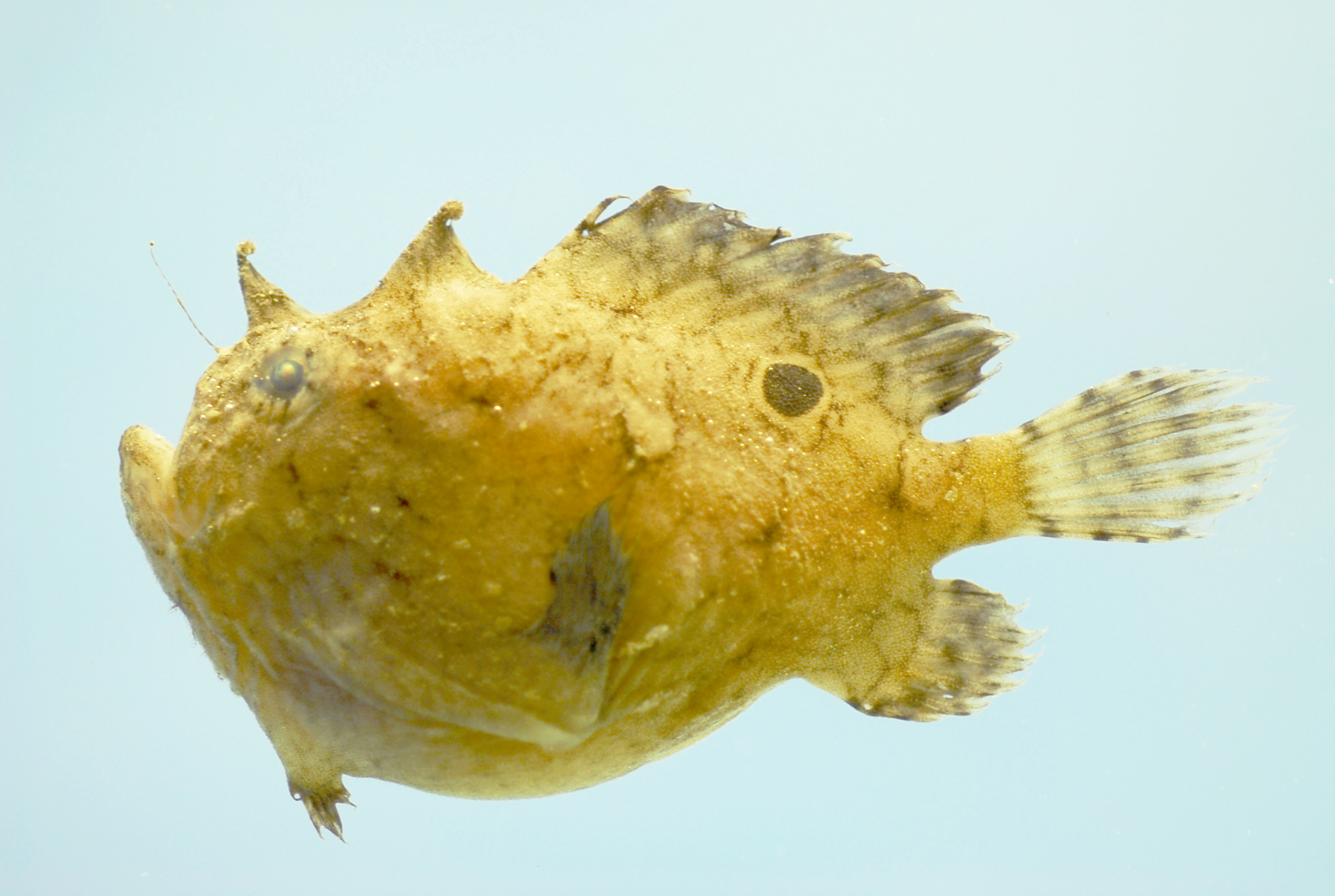
Fowlerichthys radiosus

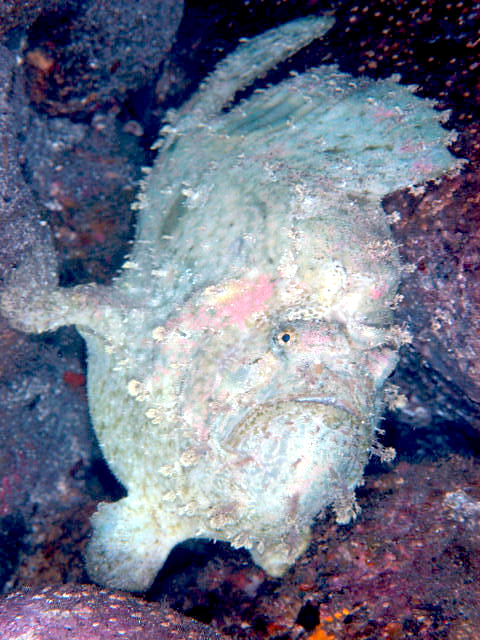
Fowlerichthys scriptissimus

Fowlerichthys ist eine Gattung der Fische aus der Familie der Anglerfische (Antennariidae). Die Gattung wurde 1941 von Barbour beschrieben und zu Ehren des US-amerikanischen Zoologen Henry Weed Fowler benannt, 1973 aber von Monod & Le Danois mit Antennarius synonymisiert. Bei einer Revision der Anglerfische durch Rachel J. Arnold und den Armflosserexperten Theodore W. Pietsch wurde die Gattung wieder gültig und die Arten der ehemaligen Antennarius ocellatus-Gruppe Fowlerichthys zugeordnet.

## Merkmale
Alle Fowlerichthys-Arten besitzen den für alle Anglerfische typischen kurzen, seitlich abgeflachten Körper und werden mit Längen von 28 bis 38 cm relativ groß. Lediglich Fowlerichthys radiosus bleibt mit weniger als 8 cm Länge wesentlich kleiner. Fowlerichthys-Arten besitzen fünf verzweigte Bauchflossenstrahlen und 20 Wirbel, während alle anderen Anglerfischgattungen nur einen verzweigten und vier einfache Flossenstrahlen haben und alle anderen Anglerfischgattungen aus der Unterfamilie Antennariinae 19 Wirbel besitzen. Bekannte Ausnahmen sind lediglich ein einzelnes Exemplar von Antennarius striatus, das 18 Wirbel hatte und ein einzelnes Exemplar von Antennarius commerson mit 20 Wirbeln.
Ein weiteres Merkmal der Gattung ist ein besonderes Stadium in ihrer frühen Jugend, das „Scutatus“-Prejuvenil-form genannt wird. Dieses postlarvale Stadium ist durch einen schildartigen, paarigen Auswuchs des Fischschädels gekennzeichnet, der bis über den Kiemendeckel reicht, sowie durch eine Ausdehnung der Vorderränder des Suspensoriums. Dieses „Scutatus“-Stadium ist so eigentümlich, dass es ursprünglich als neue Gattung und Art (Kanazawaichthys scutatus) beschrieben wurde.

## Systematik
Innerhalb der Anglerfische bildet Fowlerichthys eine eigenständige, monotypische Unterfamilie (Fowlerichthyinae), die die Schwestergruppe der Unterfamilie Antennariidae ist.

## Arten
- Rauer Anglerfisch, (Fowlerichthys avalonis) (Jordan & Starks, 1907).
- Ozellen-Anglerfisch (Fowlerichthys ocellatus) (Bloch & Schneider, 1801).
- Großaugen-Anglerfisch (Fowlerichthys radiosus) (Garman, 1896).
- Fowlerichthys scriptissimus (Jordan, 1902).
- Senegal-Anglerfisch (Fowlerichthys senegalensis) Cadenat, 1959.